# Zespół Pieśni i Tańca „Zduńskowolanie”
Zespół Pieśni i Tańca „Zduńskowolanie” im. Zygmunta Wróblewskiego (ZPiT „Zduńskowolanie") dawniej Dziecięcy Zespół Artystyczny Ziemi Sieradzkiej - folklorystyczny zespół pieśni i tańca. Powstał w maju 1950 roku z inicjatywy Zygmunta Wróblewskiego, folklorysty i animatora ruchu artystycznego. 

## Opis
W 1968 roku zespół stał się częścią Ogniska Pracy Pozaszkolnej. „Zduńskowolanie" posiadają w swoim repertuarze tańce: beskidzkie, sieradzkie, spiskie, opoczyńskie, rzeszowskie, żywieckie, lubelskie, łowickie, śląskie, krakowskie oraz polki miejskie.
W czerwcu 2005 roku zespół za swoją działalność otrzymał tytuł  i medal „Zasłużony dla miasta Zduńskiej Woli”, a w maju 2016 roku, otrzymał Odznakę Honorową za „Zasługi dla Województwa Łódzkiego". „Zduńskowolanie" otrzymali także nagrodę od marszałka Województwa Łódzkiego w uznaniu za zasługi i kultywowanie kultury ludowej, doceniając dotychczasową aktywność oraz szczególne zaangażowanie w rozwój, promocję lokalnej i regionalnej kultury.
Zespół od 1988 roku, działa przy Powiatowym Młodzieżowym Domu Kultury „Na pięterku” w Zduńskiej Woli, które w 2008 roku weszło w struktury Powiatowego Centrum Kultury Sportu i Rekreacji w Zduńskiej Woli (powiat zduńskowolski).
Choreografem zespołu jest Marlena Prusisz, a akompaniatorem Przemysław Ruta.

## Instruktorzy – choreografowie zespołu
- Zygmunt Wróblewski
- Barbara Szwaba
- Beata Perydzyńska
- Maria Tymińska - Wróbel
- Jacek Lewandowski
- Dariusz Nawrocki
- Maria Donat
- Jacek Lewandowski
- Marta Lewandowska
- Katarzyna Kałuziak
- Marlena Prusisz
- Patrycja Bouts
- Marlena Prusisz

## Akompaniament
- Zygmunt Ber
- Maria Zaks
- Henryk Arendt
- Krzysztof Turała
- Dariusz Wlazło
- Stanisław Radomski
- Witold Furmańczyk
- Przemysław Ruta

## Osiągnięcia
- II miejsce – Festiwal „Zatańcz z nami” Częstochowa - 2008 r.
- II miejsce - Wojewódzki Przegląd Dziecięcych i Młodzieżowych Zespołów Ludowych[6] - 2009 r.
- I i II miejsce - Międzynarodowy Festiwal „Muszelki Wigier" - 2013 r.[7]
- II miejsce – XXIII Festiwal Piosenki i Tańca „Aleksandrowska Wiosna 2016"[8] - 2016 r.
- I miejsce – XXIV Festiwal Piosenki i Tańca „Aleksandrowska Wiosna 2017”[9] - 2017 r.
- III miejsce - XXIV Ogólnopolski Festiwal Folklorystycznej Twórczości Dziecięcej „Dziecko w Folklorze” - 2017 r.[10]
- II miejsce - Festiwal „Zorepad" w Kołomyi na Ukrainie[11] - 2019 r.

## Międzynarodowy Festiwal "Folklor Świata"
I edycja Międzynarodowego Przeglądu „Folklor Świata” odbyła się przy okazji jubileuszu 60-lecia istnienia Zespołu Pieśni i Tańca „Zduńskowolanie” w 2010 roku.  Zaproszono m.in. zespoły z Polski oraz z zagranicy. W kolejnych edycjach do Zduńskiej Woli przyjechało wiele zespołów wokalnych oraz tanecznych z Europy. Od 2014 roku forma imprezy zmieniła się z przeglądu na festiwal. Ostatnia edycja „Folkloru Świata" odbyła się pod koniec czerwca 2019 roku.